# Tater Tots

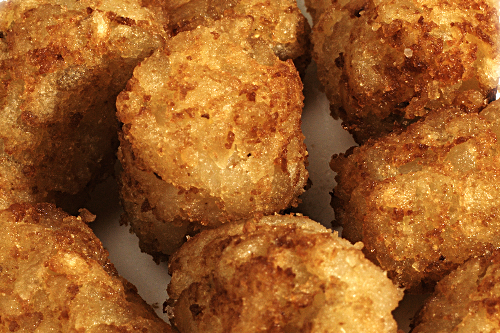
Plato de Tater Tots.

Los Tater Tots (conocidos también como "Tots") consisten en una fritura de patatas al estilo hash brown, conocidos por ser crujientes, de forma cilíndrica y de pequeño tamaño.

## Características
Los Tater Tots son popularmente consumidos en Estados Unidos, en cafeterías y en comedores escolares. También, están usualmente disponibles en los supermercados, en la zona de alimentos congelados y en algunos restaurantes de comida rápida. La palabra Tater significa patata dentro de la jerga del inglés estadounidense.